# Rio Quente
Rio Quente este un oraș în Goiás (GO), Brazilia.